# Archivo de Anna
El Archivo de Anna (del inglés Anna's Archive) es un metabuscador en línea gratuito y sin ánimo de lucro de bibliotecas fantasma que proporciona acceso a una colección de libros, creado por un equipo de archivistas anónimos (conocidos como Anna o el equipo Pirate Library Mirror, abreviado como PiLiMi), y publicado en respuesta directa a los esfuerzos de las fuerzas de seguridad, con la ayuda formal de The Publishers Association y Authors Guild, para cerrar el sitio web de Z-Library en noviembre de 2022.
En este sentido, el equipo del Archivo de Anna afirma proporcionar acceso a los metadatos de los materiales de Open Library, ser una copia de seguridad de las bibliotecas fantasma Library Genesis y Z-Library, presentar información sobre ISBN, no almacenar materiales protegidos por derechos de autor en su sitio web y solo indexar metadatos que ya están disponibles públicamente. Anna's Archive señala que su sitio web, un proyecto sin ánimo de lucro, acepta donaciones para cubrir gastos (alojamiento, nombres de dominio, desarrollo y relacionados).

## Descripción
El Archivo de Anna señala que «la información quiere ser libre» y que los miembros del equipo creen firmemente en la libre circulación de información y en la preservación del conocimiento y la cultura. Según el sitio web, el Archivo de Anna (motor de búsqueda de bibliotecas: libros, periódicos, cómics, revistas) es un «proyecto que tiene como objetivo catalogar todos los libros existentes, agregando datos de diversas fuentes... [y para] seguir el progreso de la humanidad para hacer que todos estos libros estén fácilmente disponibles en formato digital, a través de "bibliotecas fantasma"». El equipo también señaló: «Estamos en el otro extremo del espectro [de Z-Library y afines]; siendo muy cuidadosos de no dejar ningún rastro y tenemos una fuerte seguridad operativa». Según el sitio: «Difunde la palabra sobre el Archivo de Anna en Twitter, Reddit, Tiktok, Instagram, en la cafetería o librería de tu barrio o donde quiera que vayas. No creemos en el control sobre la información— si nos tiran la página apareceremos de nuevo en otro lugar, ya que nuestro código y datos son de fuente abierta».

## Sitio Web
El código y los datos de Anna's Archive son completamente de código abierto. La organización preserva su colección de manera masiva utilizando torrents para hacer que el sitio sea resistente a fallos. Tiene un sistema de descargas de archivos de dos niveles, en el que las descargas de alta velocidad solo están disponibles para usuarios con una membresía activa (donadores), mientras que los no miembros deben usar las opciones más lentas, donde tienen que verificar su navegador para evitar la extracción de datos.

## Historia
Anna's Archive fue fundada por el Pirate Library Mirror, un equipo de archivistas anónimos, en respuesta directa a los esfuerzos de las fuerzas del orden para cerrar Z-Library en 2022.
El 3 de octubre de 2023, se informó que Anna's Archive había extraído datos de WorldCat, la base de datos de metadatos de libros más grande del mundo. Anna's Archive dice que la extracción "marca un hito importante en el mapeo de todos los libros del mundo" y que les permite "trabajar en hacer una lista de tareas pendientes de todos los libros que aún necesitan ser preservados". En respuesta a la extracción, Anna's Archive fue demandada el 12 de enero de 2024 por OCLC, uno de los mantenedores de WorldCat. OCLC afirma que la extracción fue el resultado de ciberataques en sus servidores y que Anna's Archive permite la descarga pública de los datos extraídos. El único demandado nombrado en la demanda niega cualquier implicación con Anna's Archive o en el hackeo de WorldCat.
El 4 de noviembre de 2023, Anna informó en su blog que habían adquirido una copia de DuXiu, una base de datos de libros chinos escaneados. Los datos fueron liberados sin restricciones el 16 de junio de 2024.
En enero de 2024, Anna's Archive fue bloqueada en Italia debido a una denuncia de derechos de autor por parte de la Asociación Italiana de Editores. En marzo de 2024, Anna's Archive fue bloqueada por algunos proveedores de servicios de Internet en los Países Bajos a petición de BREIN, un grupo antipiratería.
El 1 de julio de 2024, el espejo .org comenzó a redirigir al espejo .gs. El 11 de julio de 2024, Anna informó en su subreddit que el espejo .gs no estaba funcionando, y que se usara el espejo .se o el nuevo espejo .li en su lugar; el espejo .org también dejó de redirigir.